# Матвєєва Світлана Владиславівна
Світлана Владиславівна Матвєєва (рос. Светлана Владиславовна Матвеева; нар. 4 липня 1969,Фрунзе) – російська шахістка, представниця Киргизстану в 1993 році, гросмейстер серед жінок від 1989 року, володарка чоловічого звання міжнародного майстра від 2005 року.

## Шахова кар'єра
Від середини 1980-х років належала до широкої когорти найсильніших шахісток світу. Між 1985 і 1995 роками п'ять разів брала участь в міжзональних турнірах (частини відбіркового циклу чемпіонату світу), кожного разу посідаючи місця в першій десятці (найкращий результат - 5-те місце в 1985 році в Желєзноводську). 1989 року виборола золоту медаль на чемпіонаті Європи серед дівчат до 20 років. 1991 року стала чемпіонкою Росії. 
Неодноразово представляв СРСР, Киргизстан і Росію в командних змаганнях, зокрема:
- шість разів на шахових олімпіадах (1992, 1994, 1996, 1998, 2000, 2002); п'ятиразова медалістка: в командному заліку – двічі срібна (1998, 2002) і двічі бронзова (1996, 2000), а також в особистому заліку – бронзова (2002 – на 2-й шахівниці)[4],
- двічі на командних чемпіонатах Європи (1997, 2003); триразова медалістка: в командному заліку – бронзова (2003), а також в особистому заліку – двічі золота (2003 – за турнірний перформенс і 2003 – на 2-й шахівниці)[5].

У 2000, 2004, 2006 і 2008 роках чотири рази брала участь у чемпіонатах світу за олімпійською системою. Найкращий результат показала 2006 року в Єкатеринбурзі, де дійшла до півфіналу, в якому поступилась Сюй Юйхуа і в кінцевому підсумку поділила 3-4-те місця (разом з Вікторією Чміліте).
У 2002 році здобула в Елісті срібну медаль чемпіонату Росії. Того ж року досягнула значного успіху, дійшовши до півфіналу Кубка світу в Гайдарабаді, у якому поступилась Антоанеті Стефановій. У 2003 році поділила 1-ше  місце (разом з Наталею Жуковою) на сильному турнірі за запрошенням Кубок Північного Уралу в Краснотур'їнську. 2004 року перемогла (випередивши Ірину Круш і Ельміру Скрипченко) на І онлайн - турнірі ACP, розіграному на playchess.com. В 2008 році в Серпухові виграла Кубок Росії, у фіналі перемігши Валентину Гуніну.
У 2004-2005 роках була членом правління Асоціації шахових професіоналів.
Найвищий Рейтинг Ело в кар'єрі мала станом на 1 січня 2004 року, досягнувши 2502 балів ділила тоді третє місце в світі (позаду Юдіт Полгар і Се Цзюнь, разом з Алісою Галлямовою і Маєю Чибурданідзе).

## Зміни рейтингу
| На цьому місці має відображатися графік чи діаграма, однак з технічних причин його відображення наразі вимкнено. Будь ласка, не видаляйте код, який викликає це повідомлення. Розробники вже працюють для того, щоби відновити штатне функціонування цього графіка або діаграми. | |
| | На цьому місці має відображатися графік чи діаграма, однак з технічних причин його відображення наразі вимкнено. Будь ласка, не видаляйте код, який викликає це повідомлення. Розробники вже працюють для того, щоби відновити штатне функціонування цього графіка або діаграми. |